# Brückentor (Toruń)

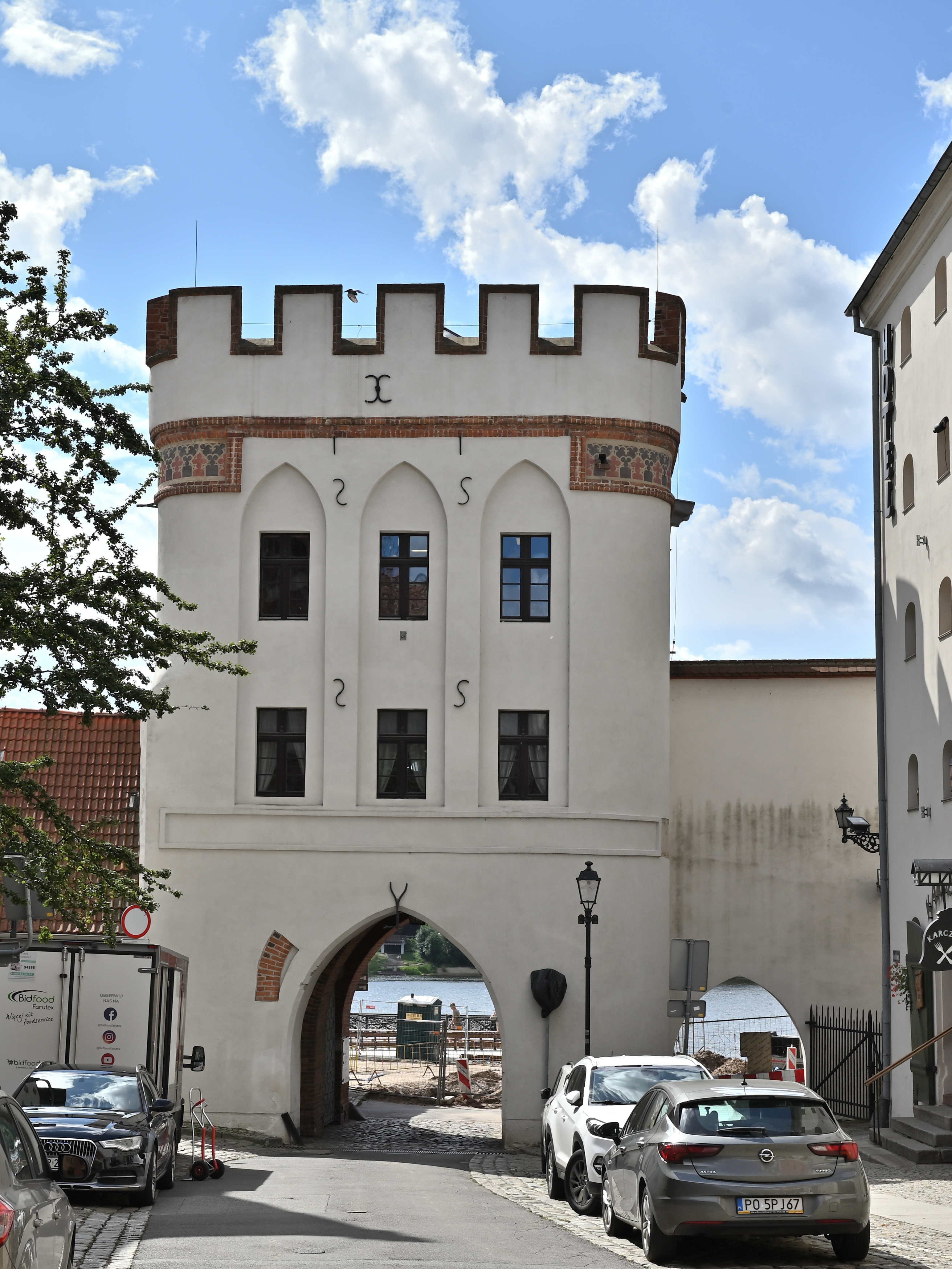
Das Brückentor 2023

Das Brückentor in Toruń (polnisch Brama Mostowa),  ist eines der drei bis heute erhaltenen Tore des mittelalterlichen Thorns.

## Lage
Das Tor befindet sich im südlichen Teil der Altstadt von Toruń (Thorn), an der Brückenstraße  (ul. Mostawa). Dem Brückentor folgen das Seglertor und das Klostertor. Die Südweststrecke des Stadtwalls beschließt der schiefe Turm.

## Geschichte

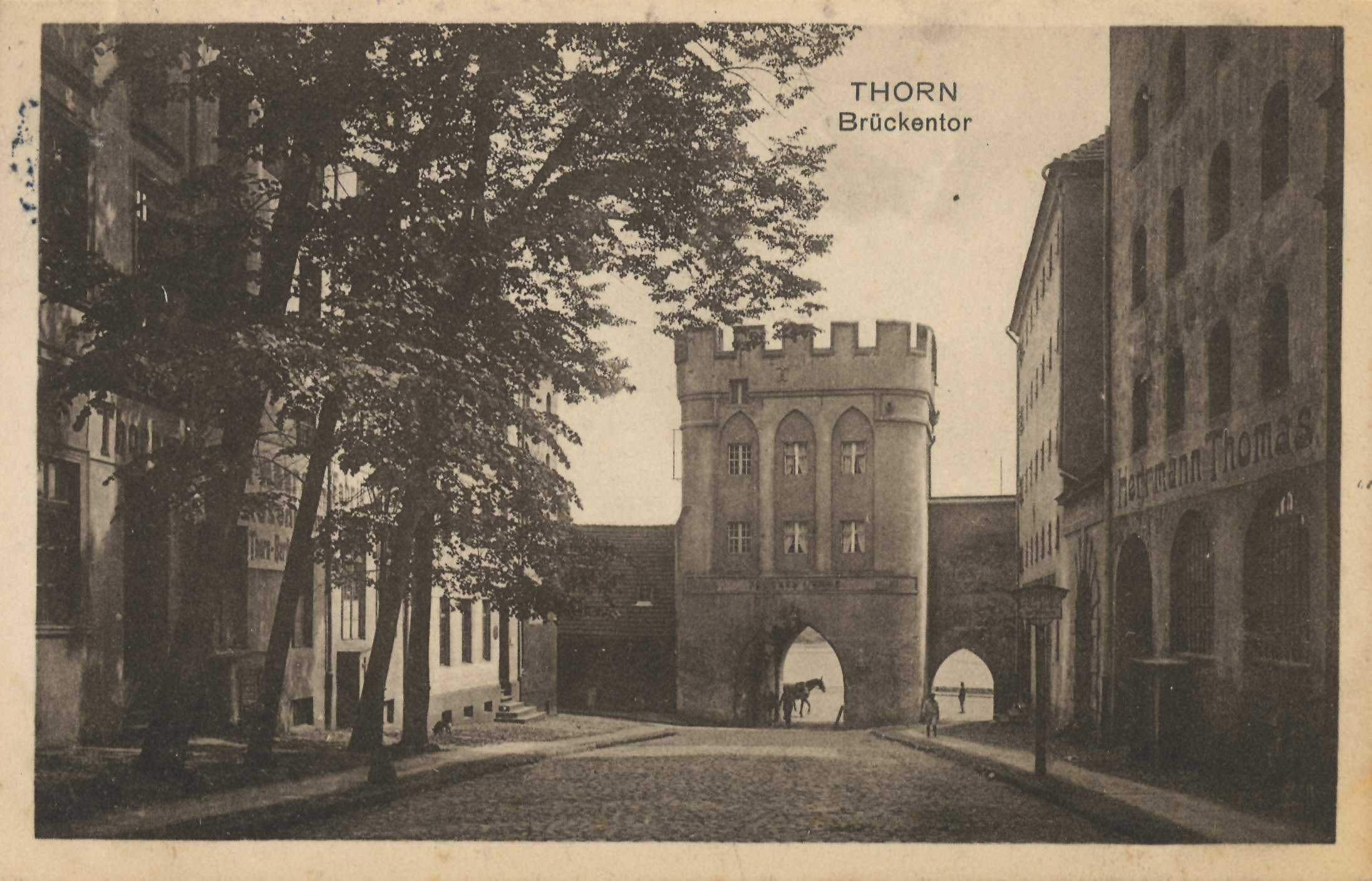
Historische Ansicht des Brückentors

Vier der insgesamt sechs Tortürme der Thorner Stadtbefestigung führten im Mittelalter zum Flussufer. Drei sind noch erhalten und künden bis heute von der besonderen Bedeutung, die der Hafen der Weichsel einst besaß. Das Tor wurde 1432 im Zuge einer Stadterweiterung von Johann Gotland mit einem von Backsteinzinnen gekrönten Torbogen erbaut. Es entstand an der Stelle eines anderen Bauwerks mit gleicher Funktion. Über viele Jahrhunderte war das Zentrum von Thorn von einer nahezu komplett erhaltenen Stadtmauer aus dem 13. und 14. Jahrhundert umgeben. Im späten 19. Jahrhundert wurde ein Teil der Stadtbefestigung für Modernisierungsprojekte aufgegeben. Der heutige Name knüpft an die erste feste Brücke in Thorn an, die seit 1500 die Weichsel überspannte.
Von allen mittelalterlichen Toren war das Brückentor das modernste. Die runden Seiten schützten vor den Folgen eines eventuellen Artillerieangriffs, die Schießscharten hingegen schützten vor unerwünschtem Eindringlingen in die Stadt.
Das Tor war der am tiefsten gelegene Bestandteil der Stadtmauer. Aus diesem Grund wurden an ihm die höchsten Pegelstände während der größten Überschwemmungen markiert. Im Tor sieht man Hochwassermarken aus dem Jahre 1570. Am 18. Februar 1570 erreichte die Weichsel eine Höhe von 10,74 Meter.